# Cassopolis
Cassopolis é uma vila localizada no estado americano de Michigan, no Condado de Cass.

## Demografia
Segundo o censo americano de 2000, a sua população era de 1740 habitantes.
Em 2006, foi estimada uma população de 1803, um aumento de 63 (3.6%).

## Geografia
De acordo com o United States Census Bureau tem uma área de
5,0 km², dos quais 4,5 km² cobertos por terra e 0,5 km² cobertos por água.

## Localidades na vizinhança
O diagrama seguinte representa as localidades num raio de 24 km ao redor de Cassopolis.